# 厄瓜多爾國旗
厄瓜多國旗為一面三色旗，纵横比例為2:3，由闊度比例為2:1:1的黃、藍、紅三條橫條 （即米蘭達三色旗）組成。中間有國徽者為政府旗及軍旗，無者為民用旗。與哥伦比亚国旗与委内瑞拉国旗非常相似。
目前的厄瓜多尔國旗色彩採用於1860年9月26日，1900年12月5日旗帜中央增添国徽，2009年11月16日将纵横比例由1:2改为2:3。
三色的解釋為：黃色象徵黃金、農業和礦業資源；藍色代表天空、海洋和赤道；紅色代表為自由和獨立犧牲者的血。

## 历史国旗
- 旧国旗 1534–1820
- 旧国旗 1809－1820
- 旧国旗 1820－1822
- 旧国旗 1822－1830
- 旧国旗 1822－1830
- 旧国旗 1830－1835
- 旧国旗 1835－1845
- 旧国旗 1835－1845
- 旧国旗 1845－1860
- 旧国旗 1860－1900
- 旧国旗 1900－2009
- 旧国旗 1900－2009

## 其他旗幟
- 政府旗
- 民用旗
- 總統旗
- 軍旗
- 陆军旗

## 相似国旗
- 哥伦比亚国旗
- 委内瑞拉国旗
- 玻利维亚国旗